# Kanton Évran
Évran is een voormalig kanton van het Franse departement Côtes-d'Armor. Het kanton maakte deel uit van het arrondissement Dinan. Het kanton werd opgeheven bij decreet van 13 februari 2014 met uitwerking op 22 maart 2015. De gemeenten werden toegevoegd aan het kanton Lanvallay.

## Gemeenten
Het kanton Évran omvatte de volgende gemeenten:
- Évran (hoofdplaats)
- Le Quiou
- Les Champs-Géraux
- Plouasne
- Saint-André-des-Eaux
- Saint-Judoce
- Saint-Juvat
- Tréfumel